# Khemais Labidi
Khemais Labidi (30 agosto 1950) è un allenatore di calcio ed ex calciatore tunisino, di ruolo centrocampista.

## Carriera

### Allenatore

#### Nazionale
Khemais Labidi fu l'allenatore della selezione tunisina che partecipò nel 2004 ai Giochi della XXVIII Olimpiade ad Atene.